# Pantà i Bassa de les Trotes
La zona humida Pantà i Bassa de les Trotes està formada per un pantà, que reté les aigües de la Séquia de Vilanova, i per una bassa propera originada en el sot deixat per una antiga activitat extractiva.
La importància de l'espai rau en el fet de ser un punt de nidificació, refugi i hivernada d'ocells aquàtics. Cal destacar que hi nidifica el cames llargues (Himantopus himantopus). S'hi havia citat també nidificació de martinet menut (Ixobrychus minutus), agró roig (Ardea purpurea) i arpella (Circus aeruginosus).
El paisatge d'aquest sector, conegut com a pla de les Trotes, és un mosaic de conreus (farratges i arrossars), camps
erms i marges, en els quals s'hi fa una vegetació estepària halòfila dominada per la botja pudent (Artemisia herba-alba) i el salat fruticós (Suaeda vera), on apareixen alguns limòniums. També hi ha força tamarius (Tamarix canariensis) dispersos.
El pantà del Pla de les Trotes és una bassa artificial originada per una resclosa de la Séquia de Vilanova, que ocupa una superfície de 5,2 hectàrees. Presenta un aspecte força naturalitzat per la presència d'un extens canyissar amb boga (Typha angustifolia). A uns 100 metres al NW del pantà, hi ha una petita bassa, de poc més de mitja hectàrea, producte d'una antiga activitat extractiva. En aquesta bassa s'havia citat el caròfit Lamprothamium papulosum,
una espècie d'alga força rara. També s'havia citat la presència en el plàncton de crustacis diaptòmids i harpacticoids, i
del cianobacteri Gomphosphaeria.
Pel que fa als hàbitats d'interès comunitari, es pot considerar la presència d'un tamarigar, tot i que no apareix representat a la cartografia dels hàbitats de Catalunya (hàbitat 92D0 Bosquines i matollars meridionals de rambles, rieres i llocs humits (Nerio-Tamaricetea)).
Aquest espai es troba molt degradat. Entre el pantà i la bassa, i dins de la mateixa bassa, hi ha un abocador il·legal de
residus. Els residus, de tota mena, experimenten cremes periòdiques, amb el lògic risc d'incendi del conjunt de l'espai, i
contaminen les aigües de la bassa. A més, el voleiar dels plàstics provoca que tota la zona estigui plena de deixalles i
presenti un aspecte llastimós. El pantà està situat just al costat de l'autovia A-2 i en rep els impactes derivats (soroll
constant, efecte barrera, etc.). Cal destacar també l'existència d'una sobrecàrrega ramadera (per ramats d'ovelles), així
com l'eutrofització i els canvis de nivell de les aigües del pantà, que es va colmatant progressivament. El fet que aquesta zona se situï en el límit entre 3 municipis, Soses, Torres de Segre i Alcarràs, afavoreix potser l'existència d'usos irregulars.